# Thomas Berger
Thomas Berger (Cincinnati, 20 luglio 1924 – Nyack, 13 luglio 2014) è stato uno scrittore statunitense.
Scrittore eclettico, ha esplorato vari generi, sempre con un sottile umorismo.

## Biografia
Cresciuto a Lockland, presso Cincinnati nell'Ohio, nel 1943 si arruolò nell'US Army prima di finire la scuola, e fu impiegato in un'unità medica a Berlino. Tale esperienza gli fu utile nella scrittura del suo lavoro d'esordio, il romanzo Crazy in Berlin (1958). 
Al ritorno studiò all'università, prima a Cincinnati e poi alla Columbia University, dove non terminò la tesi, preferendo iscriversi a un laboratorio di scrittura (writers workshop) alla New School for Social Research, dove incontrò l'artista Jeanne Redpath, che sposò nel 1950. Per mantenersi lavorò come bibliotecario e redattore.
Del 1964 è il suo romanzo più famoso, Il piccolo grande uomo (Little Big Man), che fu premiato con il National Institute of Arts and Letters Award e con il Western Heritage Award. Il libro è assai noto anche per la trasposizione cinematografica (Il piccolo grande uomo). Dopo tale successo poté dedicarsi alla scrittura a tempo pieno.
Berger preferiva scrivere romanzi piuttosto che racconti o saggi, e ne scrisse un discreto numero. Negli anni Settanta ottenne vari incarichi universitari.
Altri adattamenti cinematografici dai suoi romanzi furono realizzati per Neighbors nel 1981 (I vicini di casa), The Feud nel 1989, Meeting Evil nel 2012 (Incontro con il male).
Scrisse anche alcuni lavori per il teatro.
È morto a Nyack, presso New York, all'età di 89 anni.

## Opere

### Romanzi
- Crazy in Berlin (1958)
- Il piccolo grande uomo (Little Big Man, 1964),
- Ammazzando il tempo (Killing Time, 1967), Rizzoli ed., 1972, trad. Luciano Bianciardi
- Neighbors (1980)
- The Feud (1983)
- Meeting Evil (1992)